# STS-114
STS-114 (englisch Space Transportation System) ist die Missionsbezeichnung für einen Flug des US-amerikanischen Space Shuttles Discovery (OV-103). Der Start erfolgte am 26. Juli 2005. Es war die 114. Space-Shuttle-Mission, der 31. Flug der Raumfähre Discovery und der 17. Flug eines Shuttles zur Internationalen Raumstation (ISS).
Die Mission stand unter dem Motto „Return to Flight“ (Rückkehr zum Flug) und war der erste Space-Shuttle-Flug nach dem Unfall der Columbia im Februar 2003 (Flug STS-107).

## Mannschaft
- Eileen Collins (4. Raumflug), Kommandantin
- James Kelly (2. Raumflug), Pilot
- Charles Camarda (1. Raumflug), Missionsspezialist
- Wendy Lawrence (4. Raumflug), Missionsspezialistin
- Noguchi Sōichi (1. Raumflug), Missionsspezialist (JAXA/ Japan)
- Stephen Robinson (3. Raumflug), Missionsspezialist
- Andrew Thomas (4. Raumflug), Missionsspezialist

Kelly und Thomas waren bereits bei STS-102 gemeinsam im All gewesen. 
Die Rolle der Verbindungssprecher (CapComs) übernahmen Shannon Lucid, der u. a. die Übermittlung der Wake-Up-Calls oblag, Kenneth Ham und Julie Payette. Flugdirektor war LeRoy Cain.

## Missionsverlauf

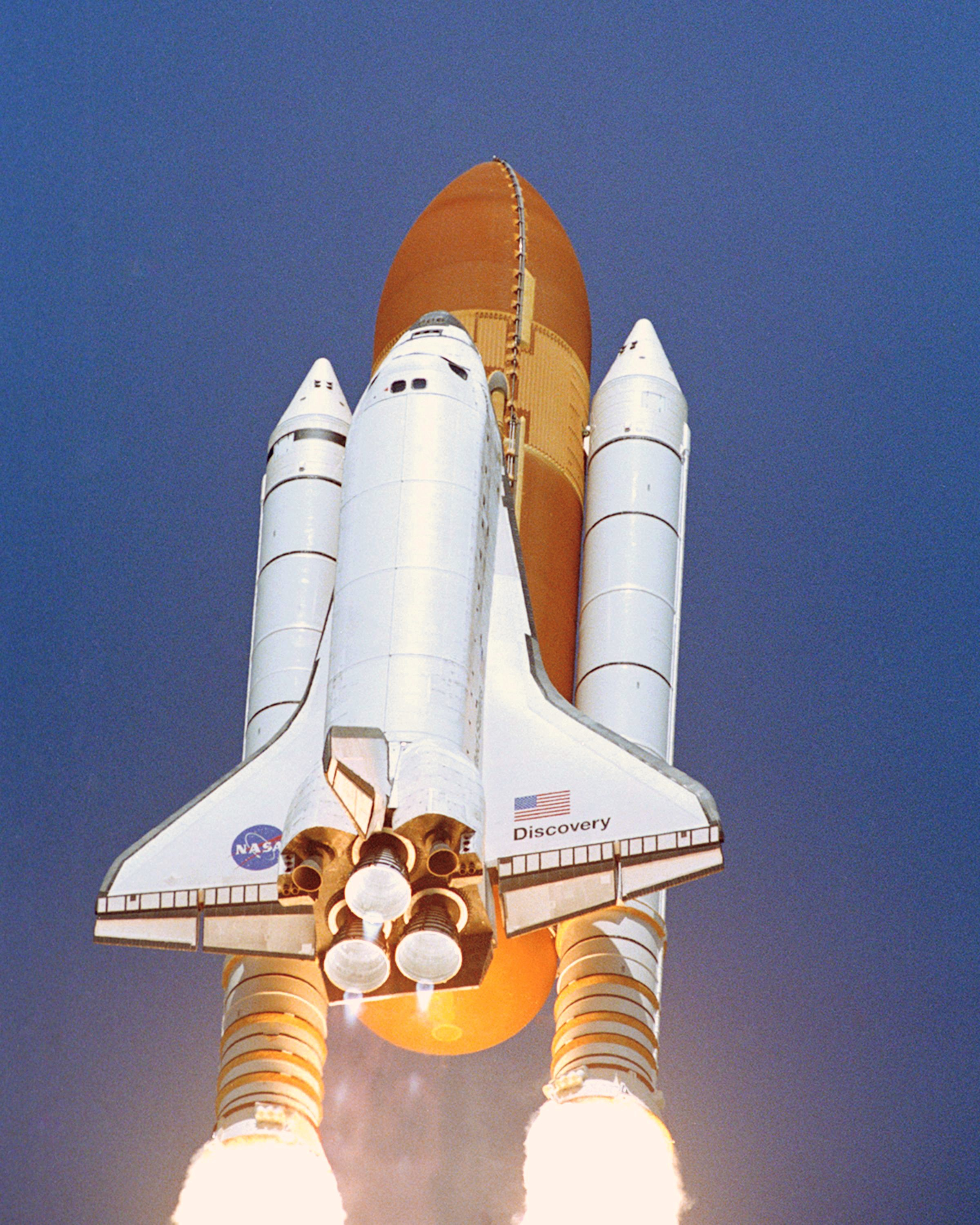
Start der Discovery

Zu den Aufgaben der Mission gehörte der Transport von Gütern mit dem von Alenia Spazio in Italien gebauten Logistikmodul Raffaello zur Internationalen Raumstation. Insgesamt wurden in dem Modul etwa 8,3 t Fracht ausgeliefert. Zudem sollte bei den drei geplanten Weltraumausstiegen ein neues Gyroskop, als Ersatz für das defekte CMG-1-Gerät der Station, am Z1-Modul installiert, eine weitere externe Stauplattform für Ersatzteile External Stowage Platform-2 (ESP-2) an der Luftschleuse Quest montiert sowie Methoden der Reparatur des Hitzeschildes der Raumfähre erprobt werden.
Ein weiterer Bestandteil der Mission war ein Test des nach dem Columbia-Unglück umgebauten Außentanks. Sowohl am Orbiter als auch am Außentank wurden Kameras angebracht, um sich eventuell ablösende Teile zu entdecken. Zusätzlich wurde der Start sowohl vom Boden als auch von Flugzeugen der US Air Force aus gefilmt. Außerdem wurde die neue Verlängerung des Roboterarmes, das Orbital Boom Sensor System (OBSS), mit dessen Hilfe der Hitzeschild der Raumfähre im Orbit auf möglicherweise beim Start entstandene Schäden untersucht werden sollte, einem Test unterzogen. Das OBSS verfügt über einen Laser-Entfernungsmesser (LDRI) und ein Laser-Kamerasystem (LCS). Die Sensoren haben eine Auflösung von einigen Millimetern und können mit einer Geschwindigkeit von 6,3 cm/s abtasten.

### Start, 26. Juli 2005
Nach einigen Verschiebungen sollte die STS-114-Mission am 13. Juli 2005 beginnen, jedoch wurde der Countdown aufgrund eines technischen Problems etwa zwei Stunden vor dem geplanten Start abgebrochen. Als Ursache nannte die NASA einen fehlerhaften Treibstoffsensor.

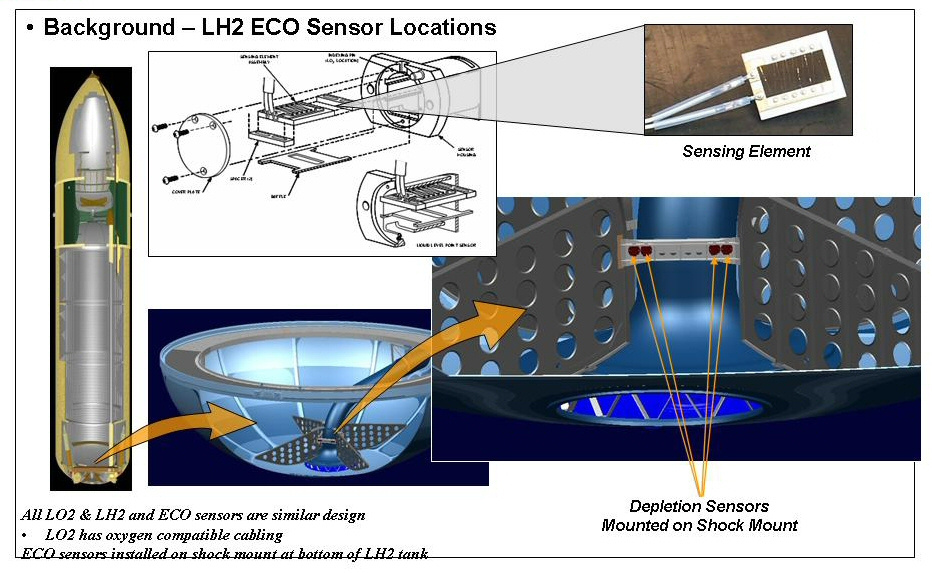
Positionen der Niedrigfüllstand-Abschaltsensoren (ECO-Sensoren) im Wasserstoffbehälter des Außentanks

Bei dem fraglichen Sensor handelt es sich um einen von vier im Wasserstoffbehälter des Außentanks eingebauten ECO-Niedrigfüllstandsensoren (Engine Cut-Off). Diese sorgen bei Treibstoffmangel dafür, dass die drei Haupttriebwerke des Orbiters abgeschaltet werden. Damit wird ein Entleeren der Wasserstoff- und Sauerstoffleitungen verhindert, da sonst die Turbopumpen leerlaufen, durchdrehen und explodieren können, was den Orbiter schwer beschädigen könnte.
Während der bisherigen Shuttle-Missionen kam das ECO-System zweimal zum Einsatz: Bei STS-51-F schaltete ein Triebwerk nach etwa sechs Minuten wegen einer fälschlicherweise gemeldeten Überhitzung ab. Die beiden übrigen Triebwerke liefen mit erhöhter Leistung weiter, aufgrund des reduzierten Gesamtschubs bzw. der verlängerten Brenndauer konnte jedoch nur ein niedrigerer Orbit als geplant erreicht werden. Bei der Mission STS-93 (ebenfalls unter dem Kommando von Eileen Collins) hatte ein Leck in einem der Triebwerke zu einem zu hohen Sauerstoffverbrauch geführt, was die ECO-Sensoren die Haupttriebwerke drei Sekunden zu früh abschalten ließ.
Die Verkabelung der ECO-Sensoren endet im Heck des Orbiters in einem „Punktsensorbox“ (Point Sensor Box) genannten Mikrocontroller. Bei einem Betankungstest im April 2005 funktionierten zwei ECO-Sensoren nicht zuverlässig. Zur Ursachenermittlung wurde die Sensorbox der Discovery ausgebaut und durch die Box des Shuttles Atlantis ersetzt. In den folgenden Tests stellte sich die Box der Discovery als voll funktionsfähig heraus. Bei weiteren Tests versagte dann allerdings die Atlantis-Box. Sie wurde durch die aus der Endeavour ausgebaute Punktsensorbox ersetzt. Zwischenzeitlich wurde die Entscheidung getroffen, den eigentlich vorgesehenen Außentank der Discovery und damit die unzuverlässigen ECO-Sensoren am Boden zu lassen und den für STS-121 vorgesehenen, nochmals verbesserten Tank zu benutzen. Der Vorgang ging zunächst als „unerklärliche Anomalie“ in die Akten ein.
Während des Countdowns am 13. Juli sprang der Wasserstoff-ECO-Sensor Nr. 2 bei einer Simulation nicht korrekt von „nass“ auf „trocken“ um. In den folgenden Tagen arbeiteten die Ingenieure rund um die Uhr, um das Problem einzugrenzen und zu beheben. Man vertauschte für den nächsten Start zu Testzwecken die Verkabelung von Sensor 2 und 3 und behob ein mögliches Problem mit der Erdung, denn elektrostatische Aufladung hätte den Sensor dazu bringen können, falsch anzuzeigen. Eine konkrete Ursache konnte allerdings nicht festgestellt werden. Am 21. Juli 2005 bestätigte dann die NASA, dass am 26. Juli ein weiterer Startversuch stattfinden solle.

Ein Teil des Isolierschaumes bricht kurz nach dem Abtrennen der Feststoffbooster vom Außentank ab

Am 26. Juli 2005 startete die Discovery planmäßig und ohne Verzögerungen um 14:39 UTC. Die Treibstoffsensoren funktionierten problemlos. Am Tag darauf gab die NASA nach Auswertung der Bilder vom Shuttle-Start bekannt, dass sich erneut ein großes Stück Isolierschaum vom Außentank gelöst und man bis zur Klärung der Ursachen alle weiteren Space-Shuttle-Flüge ausgesetzt habe. Somit war auch der folgende Flug mit der Raumfähre Atlantis, mit dem der deutsche Astronaut Thomas Reiter am 9. September 2005 zur Internationalen Raumstation fliegen sollte, sowie der weitere ISS-Ausbau generell gestoppt.

### 1. Flugtag, 26. Juli 2005
Nach dem Start der Raumfähre am 26. Juli und dem Erreichen der Umlaufbahn wurden die Ladebuchttore geöffnet, das Laptop-Netzwerk des Shuttles und der Roboterarm in Betrieb genommen sowie die Systeme des Shuttles überprüft.

### 2. Flugtag, 27. Juli 2005
Am zweiten Flugtag (27. Juli) wurde der Hitzeschild der Discovery auf eventuelle Schäden untersucht, die beim Start durch sich vom Außentank ablösende Isolierschaumstücke entstanden sein könnten. Dabei wurde erstmals der neue OBSS-Inspektionsarm eingesetzt, der nach dem Columbia-Unglück entwickelt wurde.
Der OBSS ist ein 15 Meter langer „Aufsatz“, der mit dem Roboterarm des Shuttles verbunden wird. Der Kopf des OBSS ist mit Laser-Sensoren und hoch auflösenden Kameras ausgestattet und tastet halbautomatisch die Hitzeschutzkacheln des Orbiters ab.
Gegen 9:30 UTC aktivierte Andrew Thomas den RMS, montierte den OBSS und begann eine halbe Stunde später mit der Kachelinspektion. Zusammen mit James Kelly und Charles Camarda wurde den gesamten Tag der empfindliche Hitzeschild auf Beschädigungen untersucht. Nachdem erste Sichtungen keine Auffälligkeiten ergaben, wurden die Aufnahmen anschließend von den Technikern in Houston eingehenden Analysen unterzogen.

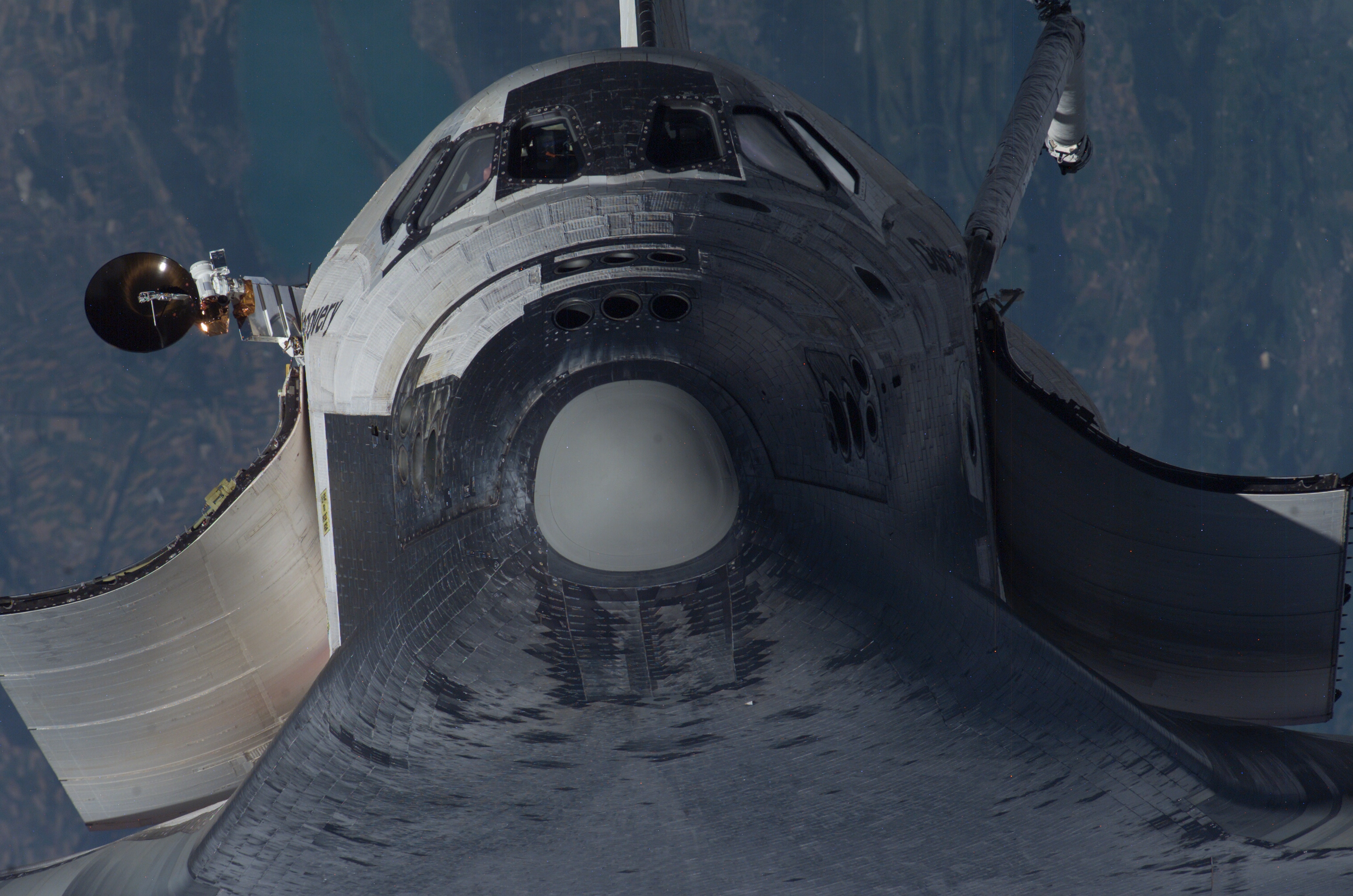
Discovery wird von der ISS aus fotografiert

### 3. Flugtag, 28. Juli 2005
Am 28. Juli näherte sich die Discovery der ISS. In der Nähe der Station führte Eileen Collins ein spektakuläres 360°-Manöver durch, wobei sie die Raumfähre innerhalb weniger Minuten um ihre Querachse drehen ließ. Die Besatzung der Station fertigte währenddessen hochauflösende Aufnahmen des Shuttle-Hitzeschildes an. Auf den später zur Erde übertragenen Bildern wurden mehrere geringfügige Beschädigungen der Schutzkacheln festgestellt. Die NASA sah jedoch keinen Grund zur Beunruhigung, da dies bei Starts von Space Shuttles üblich sei. Auch die Zahl der Beschädigungen sei deutlich geringer als bei früheren Missionen, wie der stellvertretende Leiter des Shuttle-Programms, Wayne Hale, erklärte.
Um 11:18 UTC dockte das Shuttle am Pressurized Mating Adapter 2 der Station an. Um 12:50 UTC wurden die Luken geöffnet. Dabei hielt die Langzeitbesatzung der Raumstation, bestehend aus Sergei Krikaljow und John Phillips, an der ISS-Tradition fest, dass jeder einzelne Neuankömmling mit einem zweifachen Schlag einer Schiffsglocke im Destiny-Labormodul begrüßt wird.

### 4. Flugtag, 29. Juli 2005
Am 29. Juli wurde das Logistikmodul Raffaello mit dem Roboterarm der ISS aus der Ladebucht des Shuttles gehievt und am Unity-Verbindungsmodul angedockt. Nach der Öffnung der Luken wurden die sich im Modul befindlichen Frachten zur Station gebracht sowie der Shuttle mit den Gütern beladen, welche zur Erde zurückkehren sollten. Ferner wurde die Unterseite des Shuttlerumpfes mit dem OBSS-System auf weitere Beschädigungen untersucht.

### 5. Flugtag, 30. Juli 2005

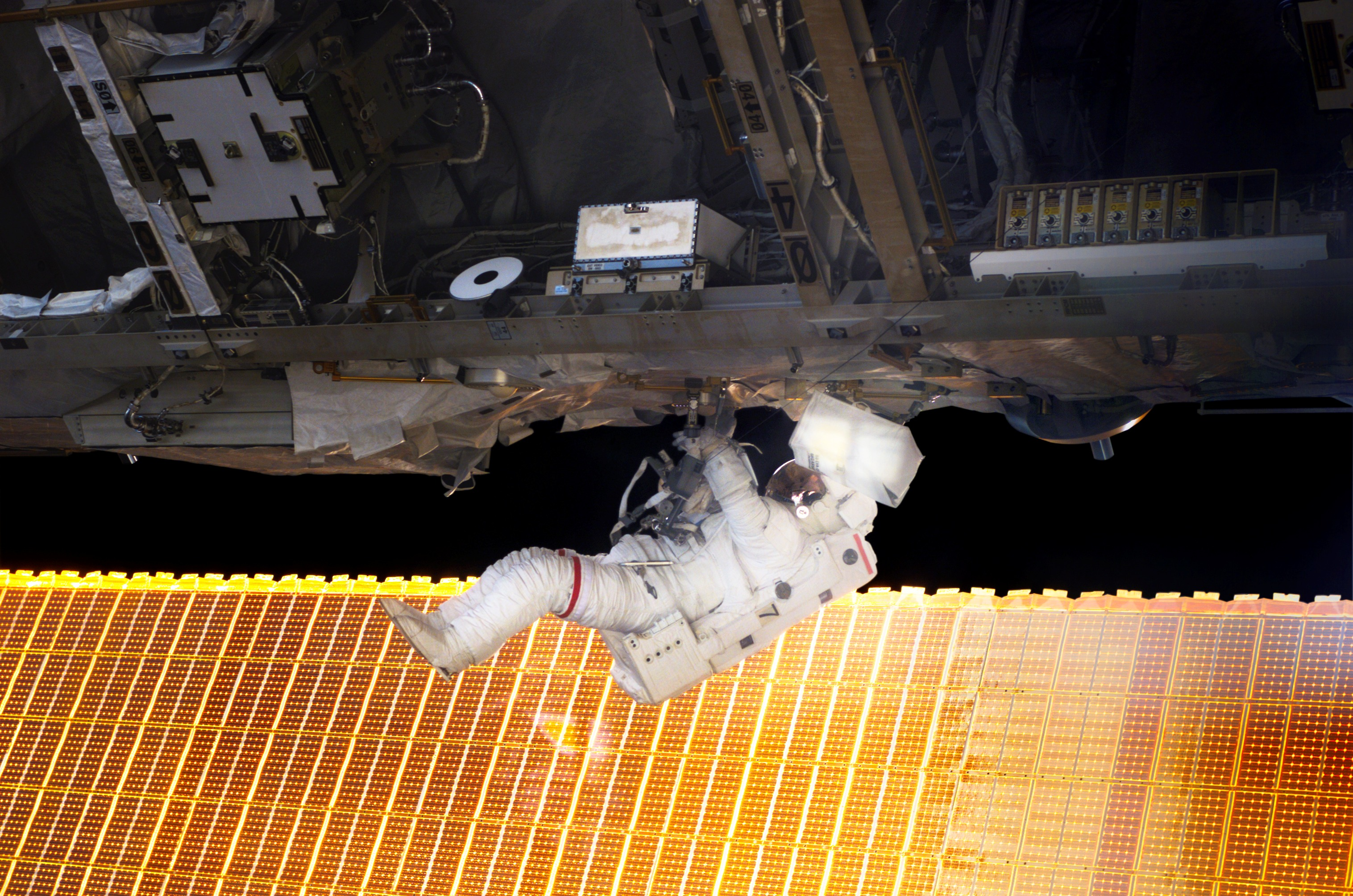
Soichi Noguchi arbeitet an der Internationalen Raumstation

Am 30. Juli stand der erste Weltraumausstieg (EVA) auf dem Plan. Um 9:46 UTC schalteten Soichi Noguchi und Steve Robinson ihre Raumanzüge auf interne Energieversorgung um, was den Beginn des Ausstiegs markierte. Sie verließen die Discovery durch die Luke in der Ladebucht des Shuttles, gleichzeitig wurde die Ausstiegsluke des Moduls Quest von der ISS-Besatzung geöffnet, um den außen arbeitenden Astronauten als Ersatzzuflucht zu dienen. Zunächst testeten die Astronauten neue Methoden zur Reparatur des Raumfähren-Hitzeschildes. Dazu arbeiteten sie in der Ladebucht der Discovery an Proben präparierter Hitzeschutzkacheln. Später installierten die Astronauten eine ESPAD-Halterung (ESP Attachment Device) für eine neue, externe ESP-Stauplattform (External Stowage Platform) an der Luftschleuse Quest, ersetzten eine GPS-Antenne am Z1-Modul, legten ein neues Stromkabel zum Gyroskop Nr. 2 (CMG-2) und führten vorbereitende Arbeiten zum Austausch von CMG-1 durch. Außerdem fertigte Noguchi auf Bitten der Flugkontrolle Fotos vom Shuttle-Cockpit an, wo sich an der Backbordseite etwas Isolationsmaterial gelöst hatte. Alle geplanten Aufgaben wurden erledigt. Die EVA endete um 16:36 UTC nach 6 Stunden und 50 Minuten.
Zudem wurde entschieden, die Mission um einen Tag zu verlängern, um den Astronauten mehr Zeit beim Transport zusätzlicher Frachten zu geben. Diese wurden dem Space Shuttle selbst entnommen und beinhalteten beispielsweise Laptops und zusätzliches Wasser.

### 6. Flugtag, 31. Juli 2005

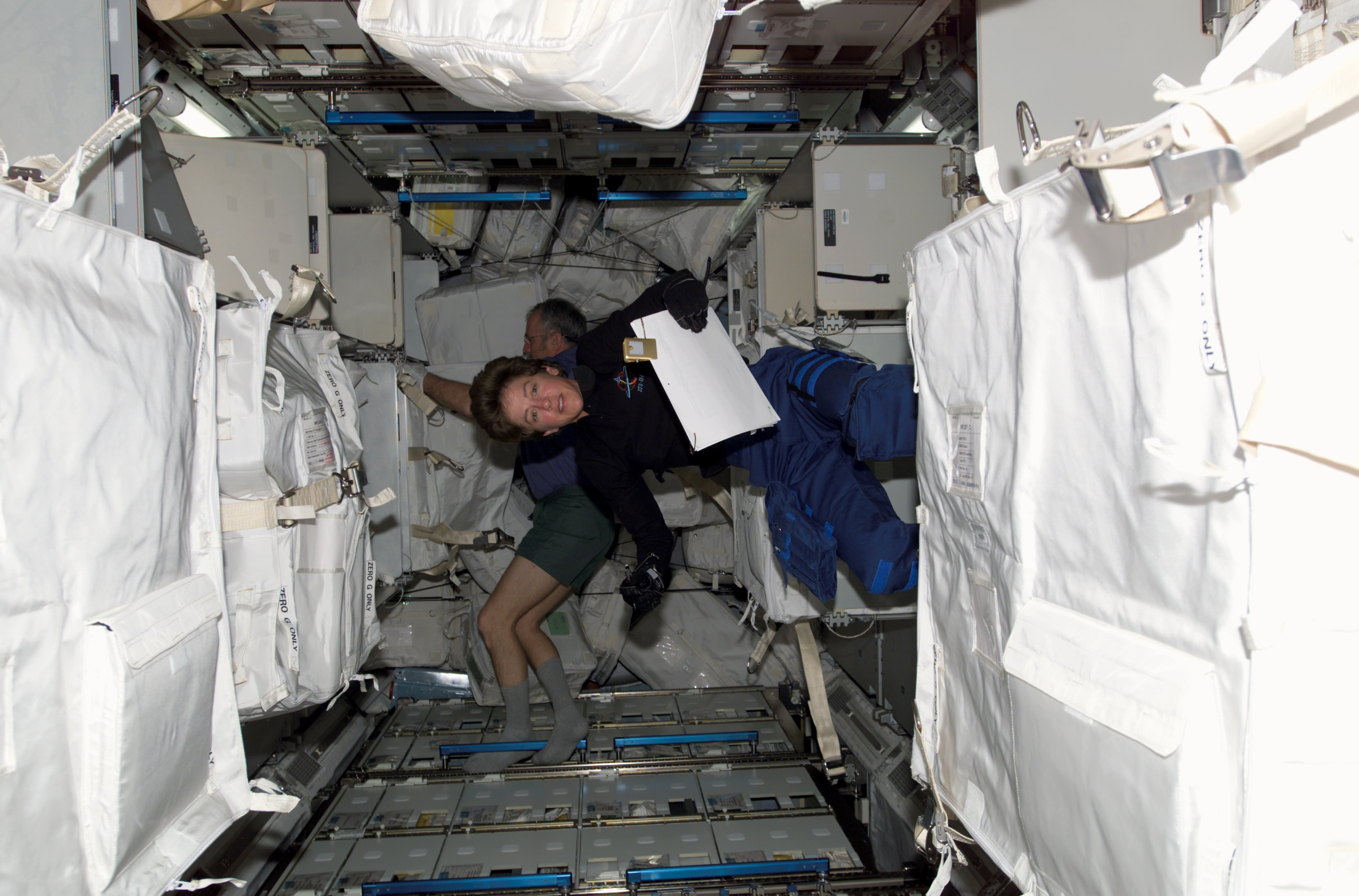
Astronauten Wendy Lawrence und Andrew Thomas im Raffaello-Modul

Am sechsten Missionstag war die Besatzung hauptsächlich mit dem Logistiktransport vom Raffaello-Modul zur Station beschäftigt, auch antworteten sie auf Fragen einiger amerikanischer Fernsehsender im Rahmen einer Pressekonferenz. Zudem wurde an diesem Tag erstmals erwogen, beim dritten Außenbordeinsatz am 3. August eine „Reparatur“ an zwei Stellen des Hitzeschildes der Discovery vorzunehmen, an welchen das Füllmaterial zwischen den Hitzekacheln etwas nach außen trat. Dies war im Gegensatz zu beschädigten Hitzekacheln nicht durch herabfallende Isolierschaumteile des externen Tanks, sondern durch Vibrationen beim Start der Raumfähre entstanden. Die heraustretenden Füllstreifen hätten beim Wiedereintritt der Raumfähre in die Erdatmosphäre zu unerwünschten Turbulenzen und einer lokalen Überhitzung der betroffenen Stellen führen können. Zwar hätte dies bei der Rückkehr der Discovery nicht zu so gefährlichen Umständen wie bei der Columbia-Katastrophe geführt, jedoch den in der Nähe liegenden Hitzekacheln schaden können, die man für spätere Einsätze möglicherweise hätte austauschen müssen. Solche Überhitzungen wurden schon bei früheren Missionen wie z. B. STS-28 oder STS-73 festgestellt, auch damals identifizierte man herausstehende Füllstreifen als wahrscheinlichste Ursache. Allerdings wurde damals der Hitzeschild im Orbit nicht untersucht.

### 7. Flugtag, 1. August 2005
Am 1. August um 8:42 UTC begann der zweite Außeneinsatz. Soichi Noguchi und Steve Robinson bauten aus dem Z1-Modul das seit 2002 nicht mehr funktionsfähige CMG-1 Gyroskop aus und verstauten es in der Ladebucht des Shuttles für eine spätere Rückkehr zur Erde. Anschließend installierten die Astronauten an seiner Stelle ein neues Gyroskop, das von der Bodenzentrale erfolgreich in Betrieb genommen wurde. Somit waren ab diesem Zeitpunkt alle vier Gyroskope der Station, die zur Lagestabilisierung verwendet werden, wieder funktionsfähig. Nach weiteren kleineren Arbeiten zur Vorbereitung späterer Ausstiege ging die EVA nach 7 Stunden und 14 Minuten um 15:56 UTC erfolgreich zu Ende.
Im Rahmen einer Pressekonferenz teilte die NASA mit, die Durchführung der bereits am Tag zuvor in Erwägung gezogenen Reparatur an zwei Stellen des Hitzeschildes der Discovery zu den Aufgaben des dritten Weltraumausstiegs hinzuzufügen. Dabei sollte das Füllmaterial von einem Astronauten, befestigt am Roboterarm der Station, entweder einfach herausgezogen oder abgeschnitten werden.

### 8. Flugtag, 2. August 2005
Am 2. August war die Besatzung hauptsächlich mit dem Umladen von Fracht zwischen dem Raffaello-Modul und der Station beschäftigt. Zudem bereitete sich die Crew auf die für den 9. Flugtag geplante dritte EVA vor. Auch eine Pressekonferenz wurde an diesem Tag abgehalten.

### 9. Flugtag, 3. August 2005

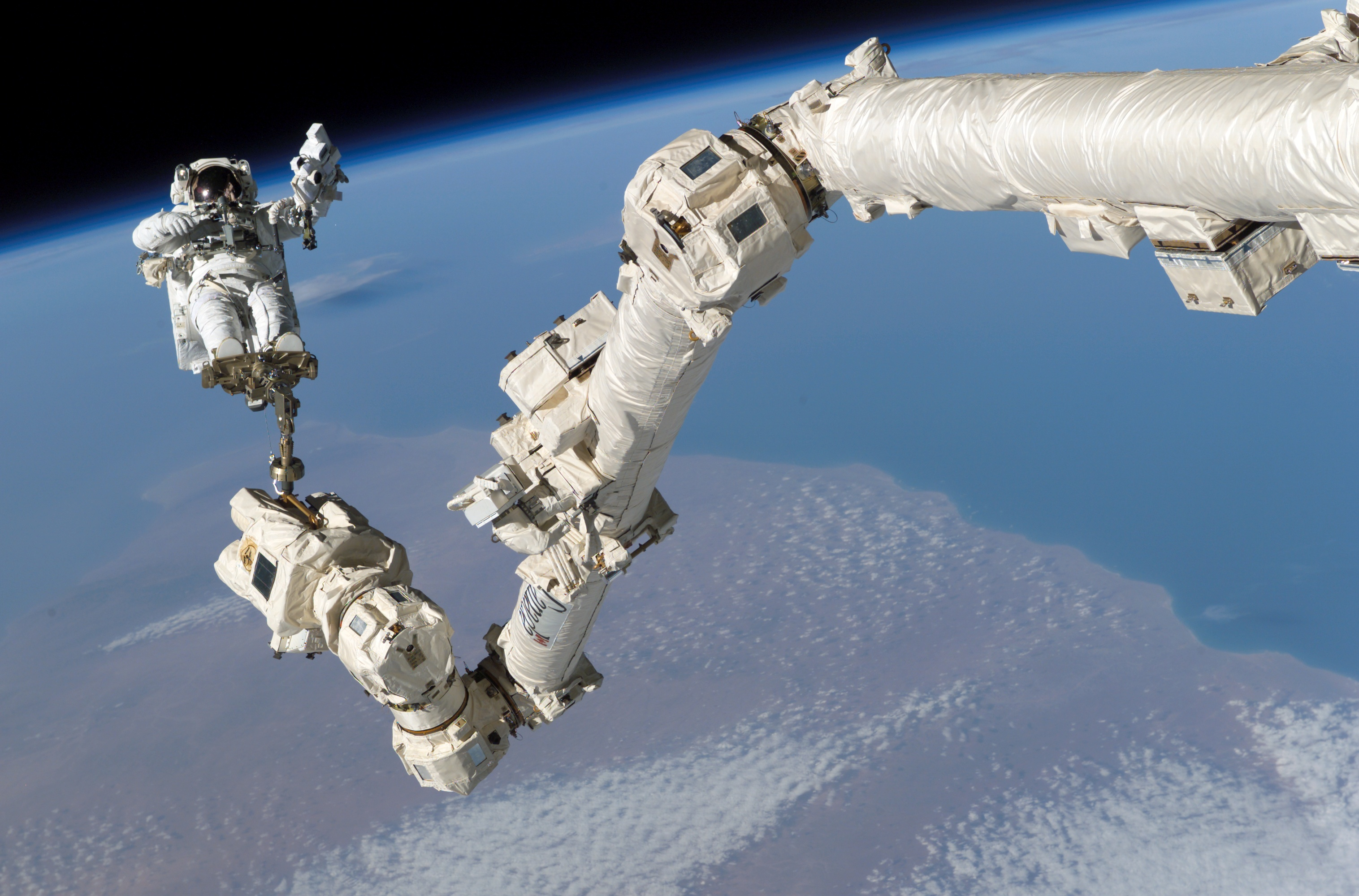
Astronaut Steve Robinson wird während der EVA-3 vom ISS-Roboterarm getragen

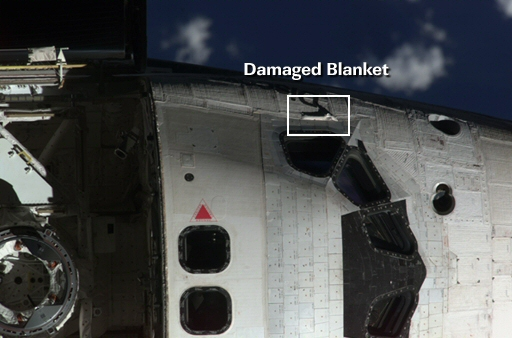
Beschädigte Stelle der Shuttle-Isoliermatte

Die vor zwei Tagen beschlossene Reparatur des Hitzeschildes wurde am 3. August von Steve Robinson erfolgreich durchgeführt. Er und Soichi Noguchi schalteten um 8:48 UTC ihre Raumanzüge auf interne Energieversorgung um und leiteten somit die dritte und letzte EVA der Mission ein. Zunächst installierten die Astronauten die externe Stauplattform ESP-2 (External Stowage Platform 2) an der Luftschleuse Quest, für die dort bereits bei EVA-1 eine Halterung angebracht wurde. Danach befestigte Noguchi die Experimentenplattform MISSE-5 (Materials International Space Station Experiment) an dem P6-Solarmodul, Steve Robinson bereitete in der Zeit die Instrumente in der Ladebucht der Discovery vor, die zum Reparatureinsatz gebraucht werden könnten. Anschließend wurde er von dem Roboterarm der Station zur Unterseite der Discovery getragen, wo er die beiden hervorstehenden Füllstreifen schnell und problemlos herauszog. Dies stellte eine Premiere in der Geschichte des Space Shuttles dar: noch nie zuvor war eine solche Prozedur im All durchgeführt oder geprobt worden. Anschließend machte Robinson einige Fotos des Hitzeschildes und kehrte zusammen mit Noguchi um 14:49 UTC zurück zum Shuttle. Der ursprünglich für 7 Stunden ausgelegte Weltraumausstieg dauerte nur 6 Stunden und 1 Minute.
Nachdem durch den Außeneinsatz die Unterseite des Shuttles repariert wurde, richtete man die Aufmerksamkeit auf eine bereits am 28. Juli entdeckte Beschädigung der Shuttle-Isoliermatte unterhalb eines Fensters, die offensichtlich durch ein herabfallendes Schaumstoffteil beim Start entstanden war. Man wolle in einem Windkanal die möglichen Auswirkungen der Schäden beim Wiedereintritt in die Atmosphäre testen, erklärte Wayne Hale in einer Pressekonferenz. Als solches stellte die beschädigte Isoliermatte an der Außenhaut des Shuttles zunächst keine Gefahr dar. Jedoch könnten sich durch die hohe Fluggeschwindigkeit an dieser Stelle Teile lösen, die sich zu einem Geschoss entwickeln und beispielsweise die Tragflächen hätten treffen können. Die NASA hielt die Wahrscheinlichkeit eines weiteren Reparaturausstiegs für gering. Bedenke man jedoch, dass bei bisherigen Missionen die Außenhülle des Orbiters nie untersucht wurde, stattdessen aber stets Probleme mit der Klimaanlage oder mit Bordcomputern habe verzeichnen müssen, stellte sich STS-114 als eine sehr ruhige Mission dar, so Hale.

### 10. Flugtag, 4. August 2005

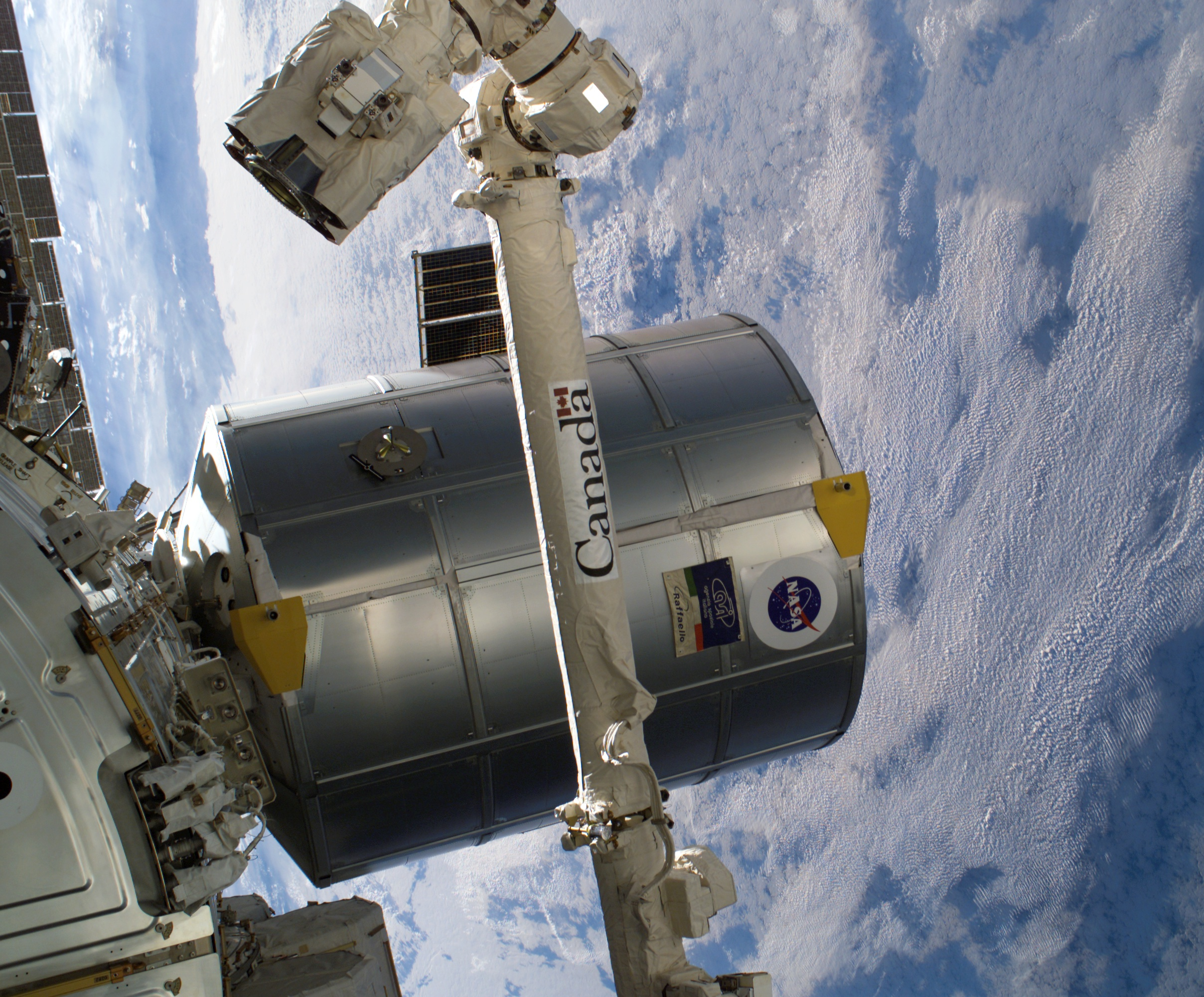
Raffaello angedockt an der ISS

Das weitere Umladen der insgesamt 8,3 t Ausrüstungsgegenstände und Vorräte in die ISS sowie von etwa 11 t Ausrüstungsgegenständen, Experimenten, die auf der Erde weiter ausgewertet werden und dem Abfall der ISS in das Shuttle bestimmten den Arbeitstag. Zudem teilte die NASA mit, dass nach den Tests im Windkanal die beschädigte Isoliermatte keine Gefahr beim Wiedereintritt in die Erdatmosphäre darstellen würde und somit ein vierter EVA nicht notwendig sei. Es gab darüber hinaus auf der ISS eine Gedenkfeier für die Toten der Columbia-Katastrophe vor zweieinhalb Jahren.

### 11. Flugtag, 5. August 2005
Der Aufenthalt der Discovery Astronauten auf der ISS neigte sich dem Ende zu. Am 5. August wurde das Mehrzweckmodul Raffaello geschlossen, von der Station abgetrennt und zurück in die Ladebucht des Shuttles gebracht. Anschließend wurde auch das OBSS wieder in der Shuttle-Ladebucht befestigt. Weiterhin wurden Vorbereitungen zum Abdocken des Space Shuttles getroffen.

### 12. Flugtag, 6. August 2005
Am 6. August um 4:36 UTC wurde auf der ISS die Abschiedszeremonie abgehalten. Daraufhin wurden die Luken zwischen dem Shuttle und der Station um 5:14 UTC geschlossen und um 7:24 UTC trennte sich die Discovery von der ISS. Zunächst kreiste sie für Fotoaufnahmen um die Raumstation. Um 9:05 UTC zündete die Discovery ihre Manövriertriebwerke und entfernte sich von der ISS, um auf eine eigene Umlaufbahn einzuschwenken. Den Rest des Tages bekam die Shuttle-Crew frei. NASA-Administrator Michael Griffin sagte über die Discovery-Mission, es wäre der „sauberste Vogel“ den man jemals oben gehabt habe. Auch werde die Wiederaufnahme der Shuttle-Flüge geprüft. Sofern die Techniker die Probleme mit der Außentankisolierung innerhalb einer Woche in den Griff bekämen, wäre der 22. September 2005 als nächster Starttermin durchaus realistisch, so Griffin.

### 13. Flugtag, 7. August 2005
Der 13. Flugtag wurde von der Überprüfung der Lande-Ablaufpläne bestimmt. Nebenbei drehte Soichi Noguchi einen Film über einige Freizeitaktivitäten an Bord des Shuttles, Steve Robinson erstellte ein Podcast, welches die NASA zum Download und als Abschrift bereithält. Des Weiteren stand die Crew einigen US-Fernsehsendern in einer Videoübertragung für Interviews zur Verfügung.

### 14. Flugtag, 8. August 2005
Der für den 8. August um 9:47 UTC anvisierte Termin zur Landung in Cape Canaveral wurde aufgrund schlechter Wetterbedingungen am Landeplatz von der NASA verschoben. Man erhoffte sich mit einer zusätzlichen, etwa 90 Minuten dauernden Erdumrundung eine zwischenzeitliche Besserung der Wetterlage und somit optimale Landebedingungen. Doch auch bei der zweiten und letzten Landemöglichkeit des Tages, angesetzt für 10:22 UTC, wurden die Bedingungen durch die Bodenkontrolle als suboptimal eingeschätzt, so dass man sich auf eine Verschiebung um 24 Stunden einigte.

### 15. Flugtag und Landung, 9. August 2005
Wie am Vortag war das Wetter für eine Landung in Florida nicht geeignet. Die erste Landemöglichkeit um 9:07 UTC ließ man wegen eines aufgezogenen Gewitters verstreichen. Als sich keine Besserung zeigte, entschied sich die Flugleitung, die Fähre auf der Edwards Air Force Base (EAFB) landen zu lassen. Die NASA hätte eine Verlegung nach Kalifornien gerne vermieden, weil die Rückführung des Orbiters nach Florida hohe Kosten verursacht und Zeit kostet.

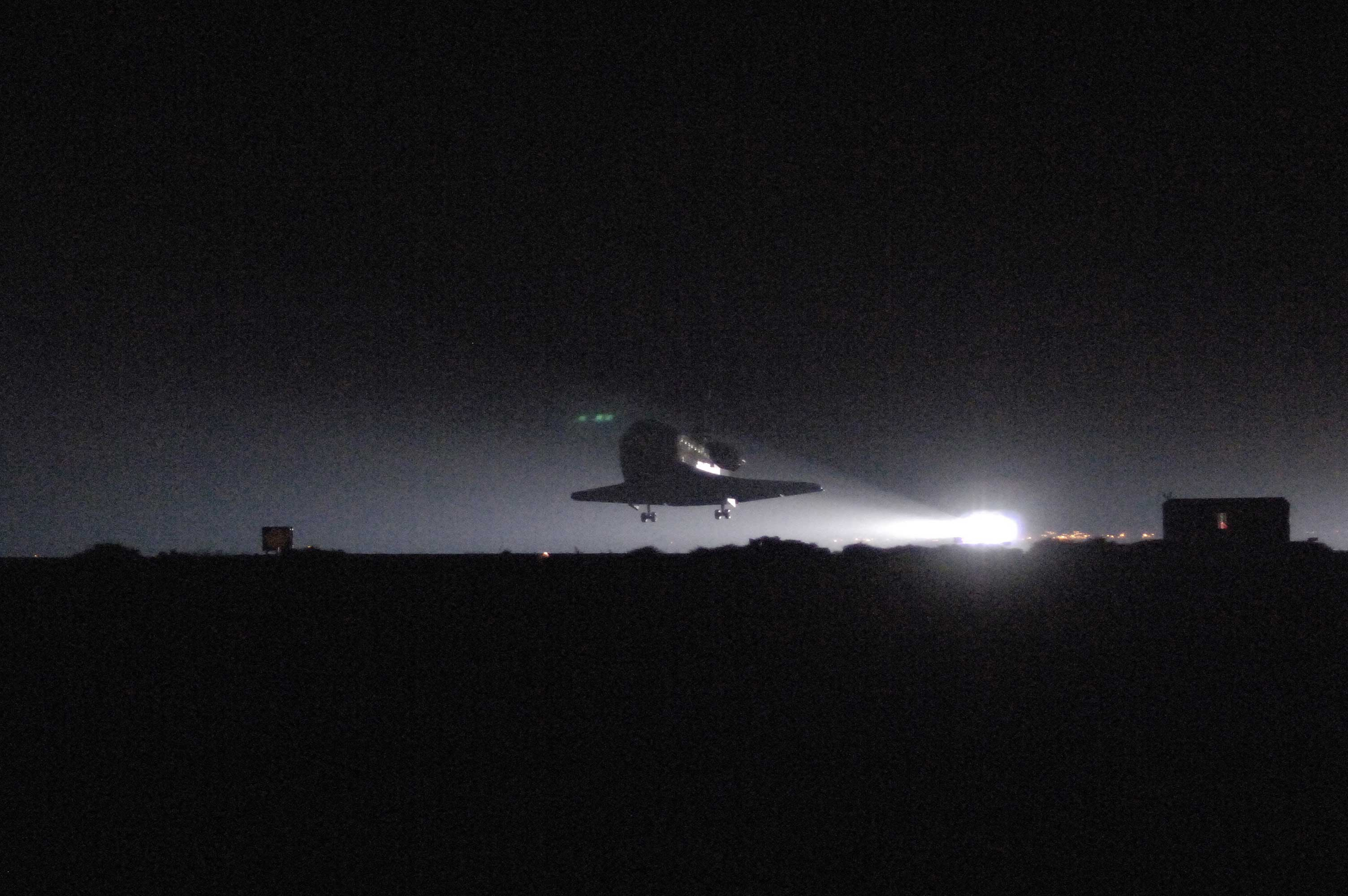
Discovery landet in Kalifornien.

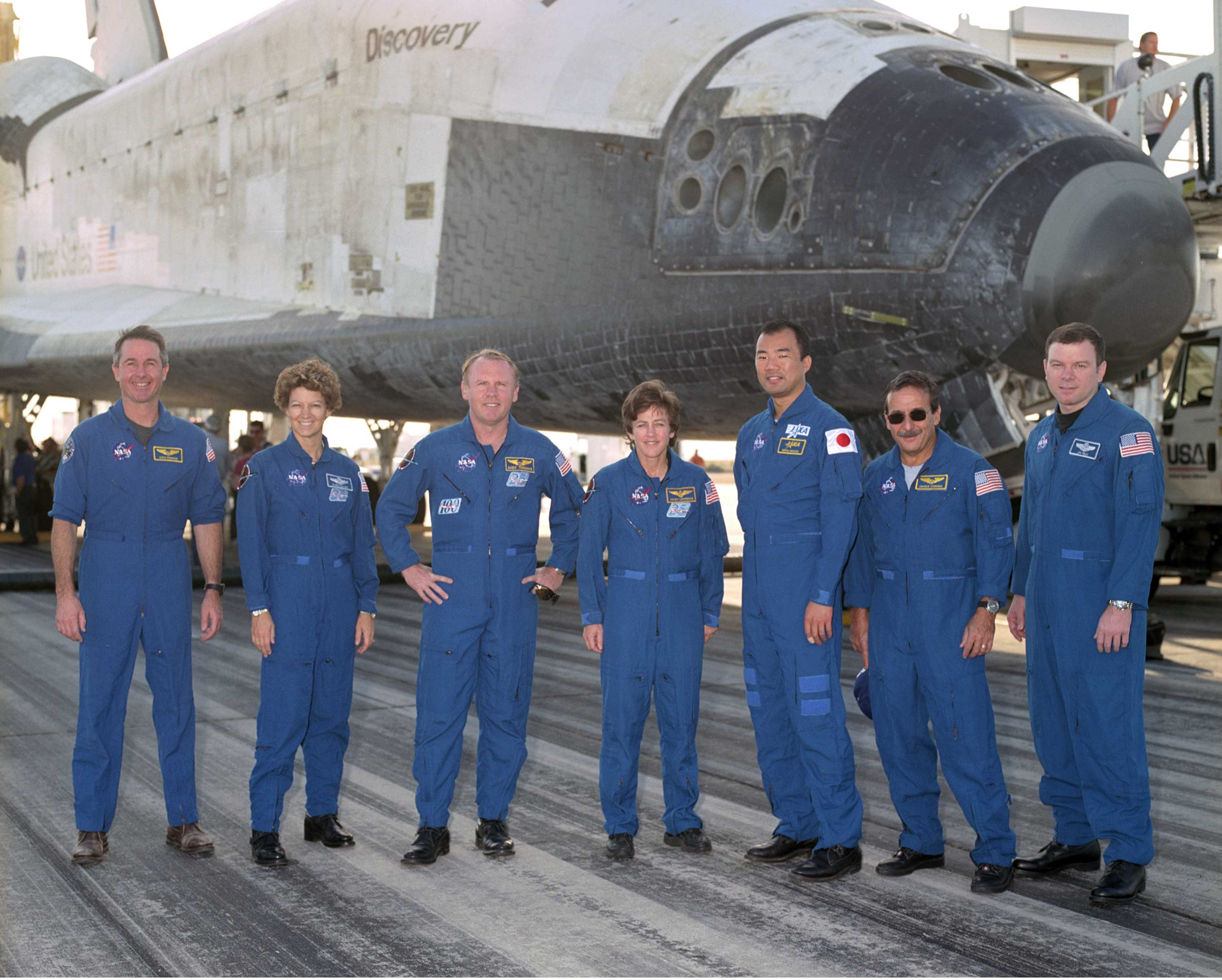
Besatzung der STS-114 nach der Landung

Die Manövriertriebwerke der Discovery führten ab 11:06 UTC die 162 Sekunden lange Bremszündung aus. Um 11:40 UTC trat das Shuttle in die oberen Schichten der Atmosphäre ein. Die Landung erfolgte um 12:11:22 UTC auf der Landebahn 22 der EAFB. Dies war die 50. Landung eines Shuttles in Kalifornien, das letzte Mal endete dort die Mission STS-111 im Juni 2002. Außerdem war es die erste Nachtlandung seit STS-48 im September 1991 und die sechste insgesamt im Space-Shuttle-Programm.

### Überführung nach Florida

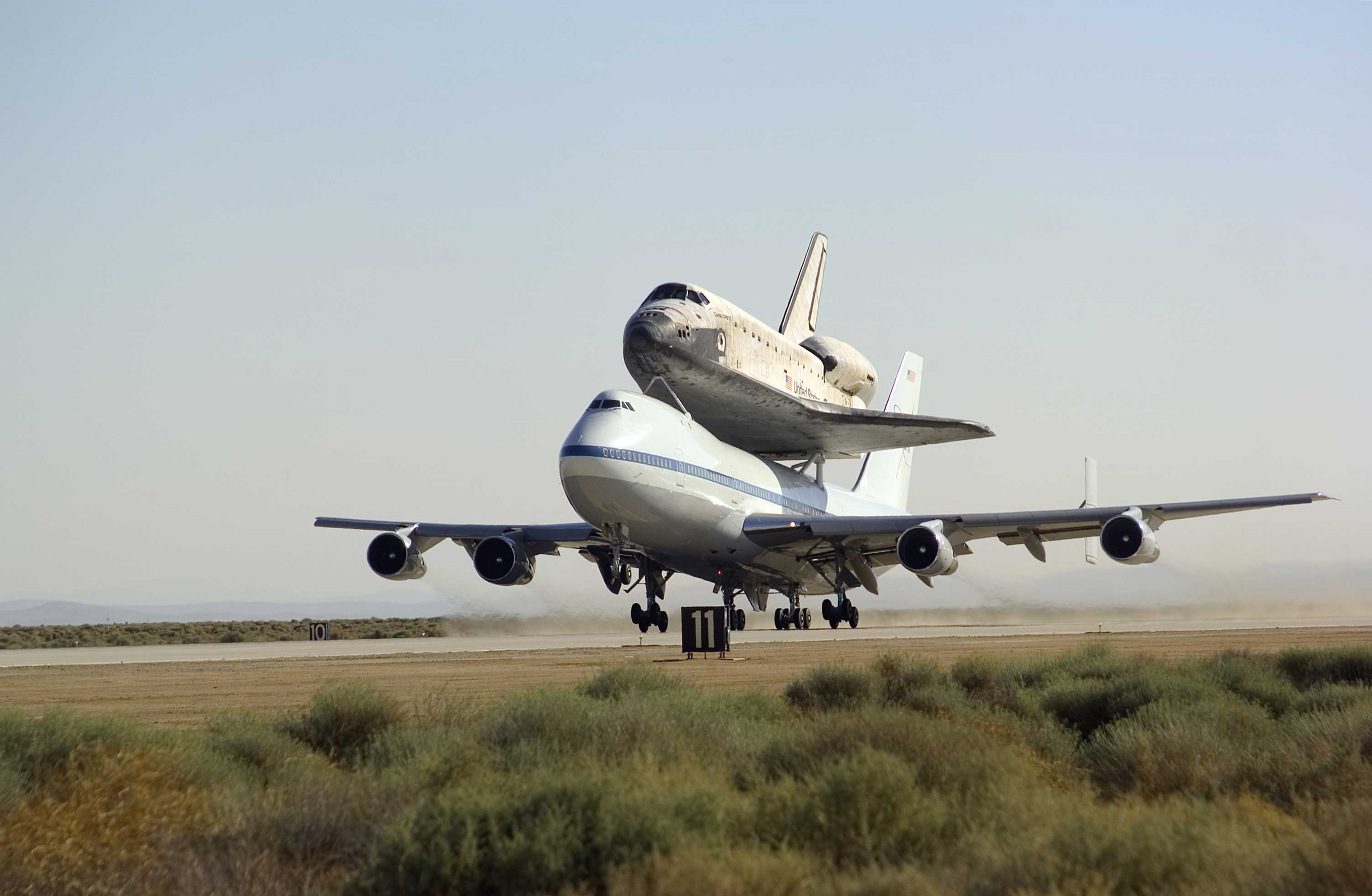
Rücktransport nach Florida

Am 19. August 2005 begann der eigentliche Rücktransport der Discovery nach Cape Canaveral, schon in den Tagen zuvor wurde der Orbiter auf den Transport vorbereitet: so wurde z. B. eine Heckabdeckung montiert, um die aerodynamischen Eigenschaften des Shuttles beim Flug auf dem Rücken eines konventionellen Flugzeuges zu verbessern. Für die Überführung wurde das Shuttle schließlich auf einen umgebauten Jumbo Jet Boeing 747 der NASA gehievt. Der Transport zurück zum Kennedy Space Center dauerte etwa zwei Tage. Während eine normale Linienflugmaschine für die Strecke von Kalifornien nach Florida etwa fünf Stunden benötigt, musste die Boeing der NASA aufgrund des hohen Gewichts und des größeren Luftwiderstandes auf der Altus Air Force Base in Oklahoma sowie auf der Barksdale Air Force Base in Louisiana zum Tanken zwischenlanden.

## Resümee
STS-114 war die erste Mission nach der Columbia-Katastrophe vom 1. Februar 2003. Die Zeit zwischen beiden Missionen wollte die NASA nutzen, um die Unfallursachen zu beheben. Für die Untersuchungen und Behebungen investierte die NASA zweieinhalb Jahre Arbeit und mehr als eine Milliarde US-Dollar. Dennoch fielen beim Start erneut Teile der Außentank-Isolierung ab, weshalb während der gesamten Discovery-Mission die Kritik an der NASA nicht nachließ. Auch wurde die Öffentlichkeit durch die intensiven und manchmal übertrieben dramatisch dargestellten Berichterstattungen in den Massenmedien auf die missliche Lage, in der sich die NASA befand, verstärkt hingewiesen.
Einerseits war man durch internationale Verträge verpflichtet, bis zum Jahre 2010 noch mindestens 19 weitere Flüge, die für die Fertigstellung der ISS notwendig waren, durchzuführen. Andererseits steht bis heute (Stand: Dezember 2024) kein Nachfolgemodell des Shuttles zur Verfügung. Zudem stand die NASA durch die Ankündigung von George W. Bush, in der Zukunft Menschen auf den Mond und später auf den Mars bringen zu wollen, hinsichtlich der Entwicklung entsprechender Mond- und Marsmissions-Pläne unter Druck.
Kritik kam auch an den Rettungsmöglichkeiten der STS-114-Crew auf. Hätten die Beschädigungen an der Discovery eine Rückkehr nicht möglich gemacht, wäre eine Rückholung der Mannschaft durch die Russen nicht nur aus technischen, sondern auch aus politischen Gründen unmöglich gewesen. Nach dem Aussetzen des Shuttle-Programms als Konsequenz der Columbia-Katastrophe hatte ein zwischen der NASA und der russischen Weltraumbehörde geschlossener Vertrag den weiteren Transport von Astronauten und Versorgungsflügen zur ISS geregelt. Allerdings lief dieser Vertrag mit dem Start des Sojus-TMA-7-Raumschiffs im Oktober 2005 aus. Ein Erlass der Bush-Regierung untersagte jedoch seit 2000 den Einkauf von Hightech-Produkten in Ländern, die Nichtnuklearstaaten wie den Iran unterstützen. Dies ist bei Russland der Fall und bereits der Einkauf von zusätzlichen Versorgungsflügen zur ISS, die einen verlängerten Aufenthalt der Discovery-Mannschaft auf der Raumstation ermöglicht hätten, wäre unter dieses Embargo gefallen. Allerdings wurde dieses Gesetz im September 2005 soweit gelockert, dass die NASA nun die Möglichkeit hat, Sitze in den Sojus-Raumschiffen zu kaufen.
Auch zeigten die Reparaturen am Shuttle im All, dass die NASA nicht unbedingt optimal auf eventuell auftretende Probleme vorbereitet war. So stand die Frage im Raum, womit die Astronauten die herausragenden Füllstreifen an der Unterseite des Shuttles abschneiden sollten. Hierzu musste die Discovery-Besatzung im All erst selber eine Säge anfertigen. Auch stießen einige während der Mission gemachte Äußerungen von NASA-Mitarbeitern auf Unverständnis. So gestand Wayne Hale in einer Pressekonferenz ein, dass man in der Vergangenheit hinsichtlich der Sicherheitsvorkehrungen mit den Astronauten regelrecht „Russisch Roulette“ gespielt habe.
Die NASA befürchtete nach der Mission, dass die Behebung der weiterhin bestehenden Konstruktionsfehler, die die Sicherheit der Shuttles beeinträchtigten, einen Finanzrahmen beanspruchen würde, der vom US-Kongress unter Umständen nicht bewilligt worden wäre.
Eileen Collins zeigte sich in einer ersten Pressekonferenz sehr ernüchtert. Für sie, die nicht das erste Mal im All war, sei vor allem die fortschreitende Umweltverschmutzung sehr erschreckend gewesen. Aus dem All erkenne man sehr deutlich die zunehmenden Abholzungen von Wäldern, die Erosion und auch zahlreiche Flüsse, die inzwischen braunes statt blaues Wasser führten.
Auf die Crew der letzten Columbia-Mission angesprochen sagte Collins, man habe an Bord der Discovery ein Mannschaftsfoto der STS-107 gehabt. Doch es sei nicht notwendig gewesen, das Foto anzuschauen, da man sich dieses Unfalls stets bewusst gewesen sei. Die Columbia-Katastrophe habe zahlreiche Verbesserungen am Shuttle bewirkt und durch diese der Discovery-Crew ein stärkeres Sicherheitsgefühl gegeben.
An die Kritiker des Shuttle-Programms gerichtet sagte Collins, dass diese für gewöhnlich die Möglichkeiten der bemannten Raumfahrt unterschätzen würden. Die ISS, deren Fertigstellung nur durch die Shuttles möglich sei, gäbe der Menschheit Chancen, die Erde weiter kennenzulernen, und könne der heutigen Jugend eine bessere Zukunft bieten. Auch könne nach Ansicht von Collins nur die Fortführung des Programms ermöglichen, eines Tages einen Menschen zum Mars zu bringen, so wie von George W. Bush im Jahr 2004 angekündigt.
Das Space-Shuttle-Programm wurde 2011 nach 30 Jahren Betrieb eingestellt.

## Wake-Up-Calls
Die Crew von STS-114 wurde von der Bodenkontrolle mit folgenden Weckrufen auf den neuen Arbeitstag eingestimmt:
- 2. Flugtag (MP3; 1,3 MB): Ausschnitt aus „Und täglich grüßt das Murmeltier“
- 3. Flugtag (MP3; 1,1 MB): „What A Wonderful World“, Louis Armstrong
- 4. Flugtag (MP3; 1,4 MB): „Vertigo“, U2
- 5. Flugtag (MP3; 1,7 MB): „Sanpo“ (Japanisch für „Spaziergang“), Chor der Japanese School of Houston
- 6. Flugtag (MP3; 1,5 MB): „I'm Goin' Up“, Claire Lynch
- 7. Flugtag (MP3; 1,2 MB): „Walk of Life“, Dire Straits
- 8. Flugtag (MP3; 1,2 MB): „Big Rock Candy Mountain“, Harry McClintock
- 9. Flugtag (MP3; 1,5 MB): „Where My Heart Will Take Me“, Titelsong von Star Trek: Enterprise, Diane Warren gesungen von Russell Watson
- 10. Flugtag (MP3; 896 kB): „Amarillo by Morning“, George Strait
- 11. Flugtag (MP3; 1,1 MB): „Anchors Aweigh“, The United States Navy
- 12. Flugtag (MP3; 960 kB): „The Air Force Song“
- 13. Flugtag (MP3; 1,6 MB): „The One and Only Flower in the World“, SMAP
- 14. Flugtag (MP3; 1,1 MB): „Come On Eileen“, Dexys Midnight Runners
- 15. Flugtag (MP3; 1,1 MB): „Good Day Sunshine“, The Beatles